# Хасин, Абрам Матвеевич
Абрам Матвеевич Хасин (17 января 1899 года, посёлок Ново-Славянск — 12 апреля 1967 года, Ленинград) — советский военный деятель, генерал-майор танковых войск (1942).

## Биография
Абрам Матвеевич Хасин родился 17 января 1899 года в посёлке Ново-Славянск, ныне город Славянск Донецкой области.

### Гражданская война
С декабря 1917 года служил в рядах Красной Гвардии, а с января 1919 года — в рядах РККА.
В ходе Гражданской войны воевал в отряде Красной Гвардии группы Антонова-Овсеенко, затем служил на должности начальника партизанского отряда, а с января 1918 года командовал взводом в составе 2-й батареи 3-й армии.
С января по март 1919 года учился на курсах комсостава артиллерии в Харькове, после чего командовал 1-й батареей сводного дивизиона курсантов этих курсов.
С августа 1919 года по март 1920 года был курсантом Московских артиллерийских курсов, после чего был инструктором артиллерии Управления формирования 13-й армии. В августе 1920 года был назначен на должность заведующего командой наводчиков отдельной запасной батареи этой же армии. С марта 1921 года командовал взводом 2-го лёгкого артиллерийского дивизиона, а также временно исполнял должность помощника командира батареи в 30-й стрелковой дивизии.

### Межвоенное время
С апреля 1922 года командовал батареей Приморской крепости Севастополя. В сентябре 1923 года был назначен на должность помощника командира 2-й батареи береговой артиллерии, а с марта 1925 года служил на должностях начальника службы связи, разведки, наблюдения 3-й отдельной зенитной батареи Артиллерии ОН.
В 1926 году окончил Курсы усовершенствования командного состава зенитной артиллерии и с сентября того же года служил на должности помощника командира батареи 2-го зенитного полка в Севастополе.
С июня 1927 года служил в 121-м артиллерийском полку УВО на должностях командира батареи, артиллерийского дивизиона, помощника командира артиллерийского дивизиона.
С марта по июнь 1930 года учился на Ленинградских артиллерийских Курсах усовершенствования командного состава.
С января 1931 года учился в Военно-технической академии им. Ф. Э. Дзержинского, а с мая 1932 года Военной академии механизации и моторизации РККА им. И. В. Сталина, которую окончил в 1936 году.
С января 1937 года командовал отдельным танковым батальоном 90-й стрелковой дивизии.
В мае 1938 года был назначен на должность помощника командира по строевой части и врид командира 9-й механизированной бригады, с января 1940 года командовал 11-м запасным танковым полком, а с 8 июля 1940 года — 25-м танковым полком 163-й моторизованной дивизии.

### Великая Отечественная война
С 1 сентября 1941 года по 16 февраля 1942 года командовал 1-й отдельной танковой бригадой, преобразованной в 6-ю гвардейскую, с 5 июня по 25 августа — 23-м танковым корпусом, а с 14 сентября по 15 октября 1942 года — 2-м танковым корпусом.
В январе 1943 года был назначен на должность начальника Тамбовского военного танкового лагеря.
Приказом начальника бронетанковых и механизированных войск № 08 от 18 января 1943 года Абрам Матвеевич Хасин был назначен на должность начальника управления формирования и боевой подготовки бронетанковых и механизированных войск Красной Армии.
С 9 августа 1943 года по 10 января 1944 года командовал 8-м механизированным корпусом, а в марте 1944 года был назначен на должность заместителя командующего бронетанковых и механизированных войск Ленинградского, а затем 2-го Прибалтийского фронтов.

### Послевоенная карьера
С октября 1945 года Хасин находился в распоряжении командующего бронетанковых и механизированных войск, а с июня 1946 года командовал 19-й механизированной дивизией. В ноябре 1946 года вышел в отставку.
Абрам Матвеевич Хасин умер 12 апреля 1967 года в Ленинграде. Похоронен на Богословском кладбище в Ленинграде.

## Воинские звания
- старший лейтенант (1936);
- капитан (1936);
- майор (1938);
- подполковник;
- полковник;
- генерал-майор (21.07.1942)

## Награды
- орден Ленина (21.02.1945)[1];
- три ордена Красного Знамени (27.12.1941[2], 02.01.1942[3], 03.11.1944[4]);
- орден Отечественной войны I степени (05.10.1944)[5];
- медаль «За оборону Сталинграда»[6];
- медаль «За победу над Германией в Великой Отечественной войне 1941—1945 гг.»[6];
- медаль «XX лет Рабоче-Крестьянской Красной Армии»

## Память
- На могиле установлен надгробный памятник.
- Имя воина увековечено в Главном Храме Вооружённых сил России и запечатлено на мемориале «Дорога памяти»[7]